# Municipio XIV
Municipio Roma XIV ist die vierzehnte administrative Unterteilung der italienischen Hauptstadt Rom.
Die Assemblea Capitolina (Stadtrat von Rom) errichtete mit seiner Resolution Nr. 11 am 11. März 2013 den Municipio, welcher den ehemaligen Municipio Roma XIX ersetzte.
Seit 1972 wurde das Gebiet in der Verwaltung als das 19. Circoscrizione bezeichnet.

## Geographie

### Geschichtliche Unterteilung
Auf dem Territorium des Municipio sind die folgenden topografischen Bereiche der Hauptstadt Rom:

#### Quartier
- Q. XIII Aurelio
- Q. XIV Trionfale
- Q. XXVII Primavalle

#### Suburbi
- S. X Trionfale
- S. XI Della Vittoria

#### Zone
- Z. L Ottavia
- Z. LI La Storta
- Z. LIII Tomba di Nerone
- Z. XLVIII Casalotti
- Z. XLIX Santa Maria di Galeria

### Administrative Gliederung
Das Municipio Roma XV umfasst die gleichen Zone Urbanistiche wie das vormalige Municipio Roma XX:
| 19A              | Medaglie d’Oro          | 39.858  |
| 19B              | Primavalle              | 58.230  |
| 19C              | Ottavia                 | 15.741  |
| 19D              | Santa Maria della Pietà | 24.813  |
| 19E              | Trionfale               | 17.312  |
| 19F              | Pineto                  | 1.921   |
| 19G              | Castelluccia            | 29.729  |
| 19H              | Santa Maria di Galeria  | 3.850   |
| Nicht zuordenbar | Nicht zuordenbar        | 322     |
| Insgesamt        | Insgesamt               | 191.776 |

### Fraktion
Im Territorium des Municipio sind folgende Fraktionen der Stadt Rom:
- Monte dell’Ara-Valle Santa
- Palmarola.

## Präsident
| Wahlperiode | Wahlperiode | Präsident        | Partei              |
| ----------- | ----------- | ---------------- | ------------------- |
| 2013        | 2016        | Valerio Barletta | Partito Democratico |
| 2016        |             | Alfredo Campagna | MoVimento 5 Stelle  |